# Halgerda terramtuentis
Halgerda terramtuentis är en snäckart som beskrevs av Karl Bertsch och Johnson 1982. Halgerda terramtuentis ingår i släktet Halgerda och familjen Halgerdidae. Inga underarter finns listade i Catalogue of Life.